# Where the West Begins (film 1919)
Where the West Begins è un film muto del 1919 diretto da Henry King.

## Produzione
Il film fu prodotto dalla William Russell Productions Inc. e American Film Company.

## Distribuzione
Il copyright del film, richiesto dalla American Film Co., Inc., fu registrato il 19 febbraio 1919 con il numero LP13413.

Distribuito dalla Pathé Exchange, il film uscì nelle sale statunitensi il 2 marzo 1919. In Danimarca, distribuito il 6 giugno 1921, prese il titolo En rigtig Montana-Dreng, in Svezia quello di Direkt till Montana.
Copie della pellicola si trovano conservate negli archivi del Lobster Films di Parigi e del Academy Film Archive a Beverly Hills.